# Cal Riera (Verdú)
Cal Riera és una casa de Verdú (Urgell) inclosa a l'Inventari del Patrimoni Arquitectònic de Catalunya.

## Descripció
Casa pairal d'àmplia façana que consta de tres pisos d'alçada. Tota la façana està realitzada en pedra tallada irregularment. A la planta baixa té dues portes d'accés. La porta central és l'originària, coberta amb una llinda de pedra rectangular sense cap mena de decoració. L'altra porta es va obrir posteriorment. Al primer pis hi ha una successió de quatre obertures de portes rectangulars amb les seves corresponents llindes llises que es divideixen en dues balconades de tres i d'una obertura respectivament. En una de les llindes hi ha bisellat un símbol decoratiu d'una sextifòlia, tema molt típic i sovint emprat en les esteles funeràries discoïdals. La planta superior té quatre finestres de llinda llises. La coberta d'aquesta casa és acabada amb un ràfec sortit, decorat en serra amb maons.